# Engyprosopon annulatus
Engyprosopon annulatus är en fiskart som först beskrevs av Weber, 1913.  Engyprosopon annulatus ingår i släktet Engyprosopon och familjen tungevarsfiskar. Inga underarter finns listade i Catalogue of Life.